# Тетерино (Островский район)
Тетерино — деревня в Шиковской волости Островского района Псковской области.
Расположена в 50 км к востоку от города Острова и в 8 км к востоку от волостного центра, деревни Шики.
Численность населения деревни по состоянию на 2000 год составляла 12 человек.